# Indirana
Indirana es un género de anfibios anuros de la familia Ranixalidae con distribución en el centro y sur de la India. 

## Especies
Se reconocen las siguientes 14 especies:
- Indirana beddomii (Günther, 1876)
- Indirana bhadrai Garg & Biju, 2016
- Indirana brachytarsus (Günther, 1876)
- Indirana chiravasi[2] Padhye, Modak & Dahanukar, 2014
- Indirana duboisi Dahanukar, Modak, Krutha, Nameer, Padhye & Molur, 2016
- Indirana gundia (Dubois, 1986)
- Indirana leithii (Boulenger, 1888)
- Indirana longicrus (Rao, 1937)
- Indirana paramakri Garg & Biju, 2016
- Indirana salelkari[3] Modak, Dahanukar & Padhye, 2015
- Indirana sarojamma Dahanukar, Modak, Krutha, Nameer, Padhye & Molur, 2016
- Indirana semipalmata (Boulenger, 1882)
- Indirana tysoni Dahanukar, Modak, Krutha, Nameer, Padhye & Molur, 2016
- Indirana yadera Dahanukar, Modak, Krutha, Nameer, Padhye & Molur, 2016

Nomina inquirenda: nombre no asignado a una población.
- Indirana tenuilingua (Rao, 1937)

Las especies Sallywalkerana diplosticta, Sallywalkerana leptodactyla y Sallywalkerana phrynoderma se consideraban hasta 2016 parte de este género.